# Gustaf Wennerström
Gustaf Wennerström, född 16 februari 1866 i Haparanda, död 27 februari 1927 i La Condamine, Monaco, var en svensk läkare. 
Wennerström, som var son till handlanden och konsuln Niklas Wennerström och Margaretha Charlotta Burman, föddes och växte upp i Haparanda. Han blev student vid Uppsala universitet 1884, medicine kandidat 1889 och medicine licentiat 1895. Han var underläkare vid Akademiska sjukhuset i Uppsala 1896, tillförordnad lasarettsläkare i Hudiksvall 1896–1897, underläkare vid länslasarettet i Helsingborg 1898–1899, andre läkare vid Allmänna och Sahlgrenska sjukhuset i Göteborg 1899–1904 och lasarettsläkare i Söderhamn 1904–1927 som efterträdare till Fritz Rudberg.
Wennerström var ensam läkare på orten. Han genomförde Söderhamns lasaretts ombyggnad, som gjorde det till en mönsteranstalt. Efter 1925 tvingades han upprepade gånger ta längre tjänstledighet av hälsoskäl för att kurera sig på sydliga breddgrader. Under en sådan vistelse avled han av akut bronkial lunginflammation. 
Wennerström utgav annat Redogörelse öfver tillkomsten och utvecklingen af Söderhamns lasarett med beskrifning öfver det ny- och tillbyggda lasarettet (1917).
Wennerström var gift med översköterskan Hilda Nordblom, som var utbildad sophiasyster, men hade inga barn.